# Georgina Castro
Ana Georgina de Castro (Fortaleza, 4 de fevereiro de 1981) é uma atriz brasileira de cinema, teatro e televisão.

## Biografia
Atriz Cearense, reside em São Paulo desde 2004. Despontou no elenco central do premiado Longa-Metragem O Céu de Suely de Karim Ainouz e desde então, desenvolve uma carreira artística voltada para o cinema. Em mais de 20 anos de carreira, atuou em cerca de quinze longas-metragens e algumas participações em séries de TV, tendo sido dirigida por importantes cineastas brasileiros, além de Ainouz, trabalhou com Hilton Lacerda, Tata Amaral, José Eduardo Belmonte, Rosemberg Cariry. Atuou nas produções internacionais: Nasceu Maria, curta-metragem americano de Elena Grenlee, que conta com a orientação direta de Spike Lee e filmado em Nova Iorque. O longa-metragem Rosa Morena, uma coprodução da Dinamarca. E na também premiada série européia Descalço sobre a terra vermelha que conta a vida de Pedro Casaldáliga, com produção da Espanha.
Mas muito antes do cinema, a atriz já desenvolvia um extenso trabalho teatral pelos palcos cearenses. Formou-se como atriz em 1999 pelo Colégio de direção teatral-CE. E entre os anos de 1997 a 2004 atuou em diversas companhias de teatro de Fortaleza. Em São Paulo, estudou dois anos interpretação para cinema no Studio Fátima Toledo. Também em São Paulo, escreveu e atuou no monólogo Porão, espetáculo que apresentou em diversos estados pelo país. Em 2009 foi a vez de estrear como roteirista através de seu curta-metragem Pão com Mortadela, no qual também atuou, além de co-dirigir. O filme foi eleito o melhor curta-metragem paulista pelo prêmio SESI/FIESP de 2010.
Está no elenco principal do longa-metragem Vidas Partidas  que marca a estréia no cinema do diretor televisivo Marcos Schechtman. O filme foi lançado em 2015 e é coproduzido pela Globo Filmes. Atualmente está no elenco do longa "Hebe- A Estrela do Brasil" que conta com a direção de Maurício Farias.   
Em 2022, foi convidada para viver a personagem Thaiane em Um Lugar ao Sol, de Lícia Manzo. Na trama, ela deu vida à neta de Noca (Marieta Severo). A personagem surgiu no folhetim global como uma mulher misteriosa que pretendia se aproximar e investigar a sua avó.   

## Carreira

### Cinema
Como atriz
| Ano  | Título                                     | Personagem   | Notas          |
| ---- | ------------------------------------------ | ------------ | -------------- |
| 2022 | Pequenos Guerreiros                        | Dona Maria   | [ 4 ]          |
| 2019 | Hebe: A Estrela do Brasil                  | Lucia        |                |
| 2018 | O Órfão                                    | Mãe          | Curta-metragem |
| 2018 | Blitz                                      | Heloísa      |                |
| 2016 | Vidas Partidas                             | Nice         |                |
| 2015 | Oração do Amor Selvagem                    | Lídia        |                |
| 2015 | Trago Comigo                               | Monica e Lia |                |
| 2014 | Os Pobres Diabos                           | Lindalva     |                |
| 2013 | Tatuagem                                   | Ceminha      |                |
| 2013 | Sobre chás e vinhos                        | Luíza        | Curta-metragem |
| 2013 | Nasceu Maria                               | Maria        | Curta-metragem |
| 2012 | Memórias externas de uma mulher serrilhada | Josi         | Curta-metragem |
| 2012 | Augustas                                   | Jane         |                |
| 2011 | Rosa Morena                                | Larissa      |                |
| 2009 | Pão com Mortadela                          | Helena       | Curta-metragem |
| 2006 | O Céu de Suely                             | Georgina     |                |

Parte Técnica
| Ano  | Título                   | Diretora | Roteirista | Produtora | Notas          |
| ---- | ------------------------ | -------- | ---------- | --------- | -------------- |
| 2024 | A Mão que Balança a Rede | Sim      | Sim        | Não       | Curta-metragem |
| 2022 | Hospital de Brinquedos   | Sim      | Sim        | Não       | Curta-metragem |
| 2009 | Pão com Mortadela        | Não      | Sim        | Não       | Curta-metragem |

### Televisão
| Ano  | Título                          | Personagem      | Nota                                   |
| ---- | ------------------------------- | --------------- | -------------------------------------- |
| 2025 | Guerreiros do Sol               | Anaíde          |                                        |
| 2021 | Um Lugar ao Sol                 | Thaiane Moreira |                                        |
| 2020 | Hebe                            | Lúcia           |                                        |
| 2016 | Supermax                        | Nadir           |                                        |
| 2016 | Cúmplices de um Resgate         | Edna            |                                        |
| 2016 | Unidade Básica                  | Sueli           |                                        |
| 2014 | Descalço sobre a Terra Vermelha | Zelda           |                                        |
| 2013 | Pedro & Bianca                  | Médica          | Episódio: "Nunca diga "Isso é natural" |
| 2010 | Autor por Autor                 | Jornalista      |                                        |
| 2009 | Trago Comigo                    | Monica e Lia    |                                        |
| 2009 | Som & Fúria                     | Aliene          |                                        |
| 2007 | Antônia                         | Márcia          |                                        |

### Teatro
| Ano     | Título                         | Personagem    |
| ------- | ------------------------------ | ------------- |
| 2015    | Inventário de Segredos         |               |
| 2007–12 | Porão                          | Marta         |
| 2004    | Bodas de Sangue                |               |
| 2001–04 | Oração                         | Lilbé         |
| 2002–04 | Yerma                          | Maria e Louca |
| 2001–03 | A Casa de Bernarda Alba        | Adela         |
| 2000    | Fragmentos do poder e da morte | Adela         |
| 1998    | D'outro lado de lá             |               |
| 1997    | Plaft Psiu                     |               |